# نمذجة المعادلات الهيكلية
نمذجة المعادلات الهيكلية (Structural equation modeling) هي تسمية لمجموعة متنوعة من الأساليب الإحصائية المستخدمة في عدد من المجلات المعرفية على سبيل المثال إدارة الأعمال،  و لكن أيضاً في مجالات أخرى كعلوم الحاسوب والتربية وعلم النفس. عموماً، يتم استخدام هذه الأساليب بشكل ملاحظ في العلوم الاجتماعية والسلوكية.
تفيد هذه الأساليب (نمذجة المعادلات الهيكلية) في بناء نموذج (يدعى موديل في بعض الأحيان)، وهو تمثيل لعلاقات متغيرات متعددة باستخدام أشكال بيانية. تمثل هذه الأشكال البيانية لعلاقات عدد من المتغيرات. في ذات الوقت تمنح هذه الأساليب القدرة على دراسة دور أحد المتغير عندما يكون متغير مستقل وفي الوقت ذاته عندما يكون متغير تابع. على سبيل المثال تمنح هذه الأساليب القدرة على دراسة علاقة جودة الخدمة برضا العملاء وأيضاً بولاء العملاء. تمكن هذه الأساليب من دراسة متغير رضا العملاء عندما يكون متغير تابع لجودة الخدمة ولكن أيضاً عندما يكون متغير مستقل لولاء العملاء.
هناك طريقتين شائعتين لاستخدام نمذجة المعادلات الهيكلية، إما نمذجة المعادلات الهيكلية بناء على التباين (Variance-based structural equation modeling) أو نمذجة المعادلات الهيكلية بالمربعات الصغرى الجزئية (structural equation modeling-partial least squares)